# Бобко Іван Михайлович
Іва́н Миха́йлович Бобко́ (нар. 10 грудня 1990, Одеса, Українська РСР, СРСР) — український футболіст, півзахисник клубу «Чорноморець», який на правах оренди виступає за львівські «Карпати».

## Клубна кар'єра

### Ранні роки

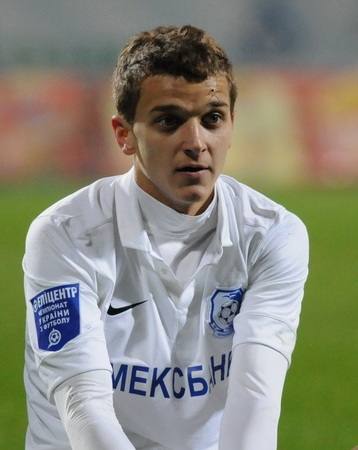
Іван Бобко під час виступів за «Чорноморець». 2012 рік.

Іван Бобко народився 10 грудня 1990 року в українському місті Одеса. У тринадцять років Бобко почав займатися футболом у місцевій ДЮСШ-11. Першим тренером юного футболіста став Антон Миколайович Кучеревський. Свій перший матч у Дитячо-юнацькій футбольній лізі України Іван провів 7 вересня 2003 року проти дитячої команди місцевого футбольного клубу «Чорноморець». Того дня гравці одинадцятої школи виграли з рахунком 4:1, а Бобко відіграв свої перші 36 хвилин. Загалом молодик провів вісімдесят вісім матчів, де забив тридцять голів.

### «Чорноморець»
У «Чорноморці» — з липня 2007 року. Перші три роки своєї професіональної кар'єри грав за дубль команди та «Чорноморець-2». Від приходу до команди нового тренера Романа Григорчука Бобко почав грати в основному складі команди. Дебютував за команду у Першій Лізі 26 вересня 2010 року, вийшовши на заміну в другому таймі замість Георгія Челебадзе в матчі проти «Прикарпаття» (2:1). Свій перший гол за «Чорноморець» він забив 6 жовтня 2010 року в третьому матчі, коли на 52-й хвилині відзначився голом у матчі проти «Арсеналу-Київщина» (1:0). В підсумку забивши 4 голи у 18 іграх чемпіонату від допоміг команді за підсумками сезону посісти друге місце після «Олександрії» та вийти до Прем'єр-ліги.
Дебютував у Прем'єр-лізі 11 липня 2011 року, вийшовши на заміну на 67-й хвилині замість Ігоря Цигирлаша в матчі проти львівських «Карпати» (1:1). Свої перші два голи в Прем'єр-Лізі він забив 22 квітня 2012 року, забивши свій перший гол та перший дубль в матчі проти харківського «Металіста» (3:3). В сезоні 2012/13 команда посіла шосту сходинку в чемпіонаті та вийшла до фіналу кубку України, у результаті чого Іван зіграв свій перший матч у суперкубку та Лізі Європи. В останні роки Бобко був одним із провідних гравців Чорноморця і за два з половиною сезони зіграв 56 матчів у Прем'єр-лізі, але через фінансові проблеми покинув команду на початку 2015 року.

### «Металіст» і «Дебрецен»

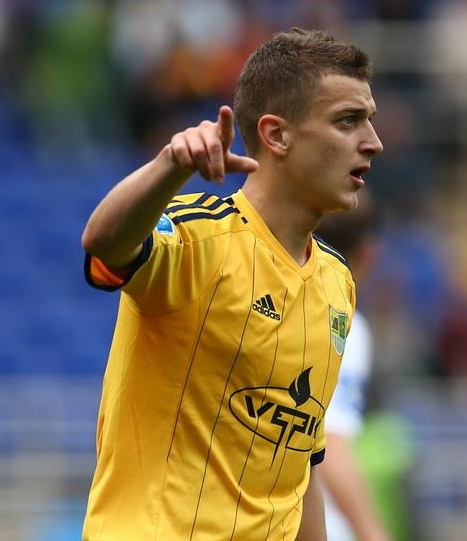
Іван Бобко під час виступів за «Металіст». 2015 рік.

25 січня 2015 року перейшов до складу «Металіста». Дебютував за новий клуб 1 березня 2015 року, вийшовши в основі в матчі проти київського «Динамо» (0:3), але був замінений на 86-й хвилині на Дмитра Антонова, для якого це також став дебютний матч за клуб. Всього за «металістів» Бобко провів наступні півтора роки, аж до втрати харківським клубом професіонального статусу. Після цього влітку 2016 року Бобко проходив перегляд у луцькій «Волині», з якою він не зміг укласти контракт через трансферну заборону.
2 вересня 2016 року було офіційно оголошено про перехід Бобка до складу угорського клубу «Дебрецен». Він дебютував там 10 вересня 2016 року, вийшовши на заміну на 69-й хвилині замість Девіда Гольмана в переможному матчі проти «Уйпешта» (2:1). У другій грі він забив свій перший і єдиний гол за клуб, відзначившись у матчі проти «Ференцвароша» (1:3) на 16-й хвилині. Так і не закріпившись у команді, у грудні того ж року Іван залишив команду, оскільки у клубі вирішили не користатися опцією продовження договору. 26-річний футболіст встиг зіграти за угорців 11 матчів, у яких одного разу забив, а також один раз асистував партнерам.

### Повернення до «Чорноморця»

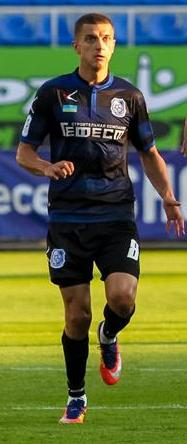
Бобко після повернення до «Чорноморця». 2017 рік.

Провівши понад пів року без клубу, у липні 2017 року Бобко повернувся в «Чорноморець». Зігравши лише три матчі, у серпні 2017 року Бобко був переведений у дубль в.о. головного тренера Олександром Грановським, а після того, як новим тренером «Чорноморця» став Олег Дулуб, Бобко у вересні 2017 року покинув клуб. Надалі Бобко знову залишався без клубу, поки 5 лютого 2018 року втретє підписав контракт з одеським «Чорноморцем», коли команду очолив Костянтин Фролов. Бобко зіграв у 13 матчах і забив 2 голи, але команда вилетіла з вищого дивізіону, програвши у плей-оф «Полтаві». Після цього Бобко покинув одеситів і знову тривалий час залишався без клубу.

### Виступи за кордоном
У лютому 2019 року, після двотижневого перегляду, підписав контракт зі шведським клубом «Ескільстуна», який вийшов у вищий дивізіон країни. Грати у Швеції йому запропонував агент Анатолій Пташник. Бобко дебютував у Аллсвенскан 12 квітня 2019 року в матчі проти «Еребру» (1:1), вийшовши на заміну на 52-й хвилині замість Денні Авдіча. Втім стати основним гравцем українець не зумів, взявши участь у 7 матчах і відзначившись 1 голом, тому у липні 2019 року контракт із клубом, який діяв до грудня 2020 року, був достроково розірваний за взаємною згодою сторін.
24 липня 2019 року Бобко приєднався до казахстанського «Окжетпеса», уклавши угоду до кінця сезону і за цей час провів за команду 11 поєдинків, в яких відзначився однією результативною передачею і отримав два «гірчичники», після чого покинув клуб у статусі вільного агента.
У лютому 2020 року підписав угоду з грузинським «Торпедо» (Кутаїсі). За сезон 2020 року, який переривався через пандемію коронавірусу, Бобко зіграв 10 матчів і забив 2 голи в чемпіонаті Грузії, плюс на його рахунку 1 забитий м'яч в 1 поєдинку національного кубка. Взимку Бобко намагався працевлаштуватись у молдавському «Сфинтул Георге», але клуб вирішив не підписувати з ним контракт.

### Повернення в Україну
У березні 2021 року Іван повернувся на батьківщину і проходив перегляд у ПФК «Львів». Однак досвідченому півзахисникові і тут не вдалося вразити своєю підготовкою тренерський штаб «городян», і від його послуг вирішили відмовитися. 
У квітні 2021 року Бобко підписав контракт із ЛНЗ (Черкаси), який виступав у аматорському чемпіонаті. З літа став виступати з командою у Другій лізі, де до кінця року забив 5 голів у 15 іграх.
13 січня 2022 року вчетверте став гравцем одеського «Чорноморця». У 2022 році Іван відіграв 12 матчів за «Чорноморець» та відзначився одним забитим м'ячем, і неодноразово виводив «моряків» на поле у якості капітана, але у січні 2023 року був відданий в оренду дол кінця сезону у «Карпати» (Львів).

## Збірна
8 квітня 2009 року Бобко зіграв один матч за юнацьку збірну України (U-18) проти збірної Італії: його замінили після 46 хвилин.

#### Статистика виступів
| Клуб | Ліга              | Сезон             | Чемпіонат | Чемпіонат | Кубок | Кубок | Єврокубки | Єврокубки | Інші змагання | Інші змагання | Інші змагання | Усього | Усього |
| Клуб | Ліга              | Сезон             | Ігор      | Голів     | Ігор  | Голів | Ігор      | Голів     | Назва         | Ігор          | Голів         | Ігор   | Голів  |
| --- | ----------------- | ----------------- | --------- | --------- | ----- | ----- | --------- | --------- | ------------- | ------------- | ------------- | ------ | ------ |
| «Чорноморець» О | ПЛ                | 13-14             | 20        | 0         | 2     | 0     | 12        | 0         | СУ            | 1             | 0             | 34     | 0      |
| «Чорноморець» О | ПЛ                | 12-13             | 29        | 1         | 3     | 0     | -         | -         | -             | -             | -             | 32     | 1      |
| «Чорноморець» О | ПЛ                | 11-12             | 7         | 2         | 0     | 0     | -         | -         | МП            | 14            | 4             | 21     | 6      |
| «Чорноморець» О | 1Л                | 10-11             | 18        | 4         | 2     | 0     | -         | -         | -             | -             | -             | 20     | 4      |
| «Чорноморець» О | ПЛ                | 09-10             | 0         | 0         | 0     | 0     | -         | -         | ПД            | 26            | 3             | 26     | 3      |
| «Чорноморець» О | ПЛ                | 08-09             | 0         | 0         | 0     | 0     | -         | -         | ПД            | 30            | 5             | 30     | 5      |
| «Чорноморець» О | ВЛ                | 07-08             | 0         | 0         | 0     | 0     | -         | -         | ПД            | 22            | 0             | 22     | 0      |
| «Чорноморець» О | Усього            | Усього            | 74        | 7         | 7     | 0     | 12        | 0         |               | 93            | 12            | 186    | 19     |
| Чорноморець-2 | 2Л                | 10-11             | 9         | 0         | 0     | 0     | -         | -         | -             | -             | -             | 9      | 0      |
| Чорноморець-2 | Усього            | Усього            | 9         | 0         | 0     | 0     | 0         | 0         |               | 0             | 0             | 9      | 0      |
| Усього за кар'єру | Усього за кар'єру | Усього за кар'єру | 83        | 7         | 7     | 0     | 12        | 0         |               | 93            | 12            | 195    | 19     |
| 2Л; — друга ліга; ВЛ — вища ліга; ПД — першість дублерів; ПЛ — Прем'єр-ліга; 1Л — перша ліга; МП — молодіжна першість; СУ — суперкубок України. |                   |                   |           |           |       |       |           |           |               |               |               |        |        |
| Останнє оновлення 24 квітня 2014. |                   |                   |           |           |       |       |           |           |               |               |               |        |        |

## Титули та досягнення
- Фіналіст Кубка України: 2012–2013
- Півфіналіст Кубка України: 2013–2014
- Срібний призер першої ліги чемпіонату України: 2010–2011
- Фіналіст кубка Швеції [Архівовано 19 жовтня 2021 у Wayback Machine.] 2018—2019